# Korie Lucious
Korian "Korie" Lucious, né le 5 novembre 1989 à Gary,dans l'Indiana, est un joueur américain de basket-ball.